# Правая Тыркачин
Правая Тыркачин (устар. Лево-Тыркачин) — река на полуострове Камчатка в России, протекает по территории Быстринского района Камчатского края. Длина реки — 17 км.
Начинается к востоку от горы Соколиной, течёт мимо её подножия, а также гор Приозёрной и Малой и озера Тыркачин в западном направлении через частично заболоченную, частично поросшую берёзой местность. Впадает в реку Тыркачин справа на расстоянии 5 км от её устья.
Основные приток — ручей Ржавый в верховьях и ручей Никифорова в низовьях — впадают справа.
По данным государственного водного реестра России относится к Анадыро-Колымскому бассейновому округу. Код водного объекта — 19080000212120000030379.